# Yawnghwe (stato)
Lo Stato di Yawnghwe (talvolta indicato come Nyaungshwe) fu uno stato principesco del subcontinente indiano, avente per capitale la città di Yawnghwe.

## Storia
Secondo la tradizione, nell'antichità remota lo stato presente nell'area si chiamava Kambosarattha. 
La città di Yawnghwe, che dava il proprio nome all'intero stato, venne fondata nel 1359 da due mitici fratelli, Nga Taung e Nga Naung, che giunsero in loco da Tavoy (Dawei) e qui gli venne permesso di costruire una capitale da un principe che governava la region. I fratelli portarono con loro altre 36 famiglie da Tavoy e si stabilirono nella nuova città.
Yawnghwe includeva gli stati sussidiari di Mawnang (Heho), Mawson, Loimaw, Loi-ai e Namhkai. Storicamente la maggior parte della popolazione apparteneva alle etnie Intha, Pa'o, Danu, Shan e Taungyo.
Lo stato di Yawnghwe accettò formalmente lo status di protettorato britannico nel 1887.
Sao Shwe Thaik fu il primo presidente dell'Unione di Burma e l'ultimo Saopha di Yawnghwe; sposò Sao Nang Hearn Kham della famiglia reale dell'Hsenwi del nord. La sua residenza a Yawnghwe, chiamata Haw, è oggi il "Buddha museum" ed è aperta al pubblico.

## Governanti

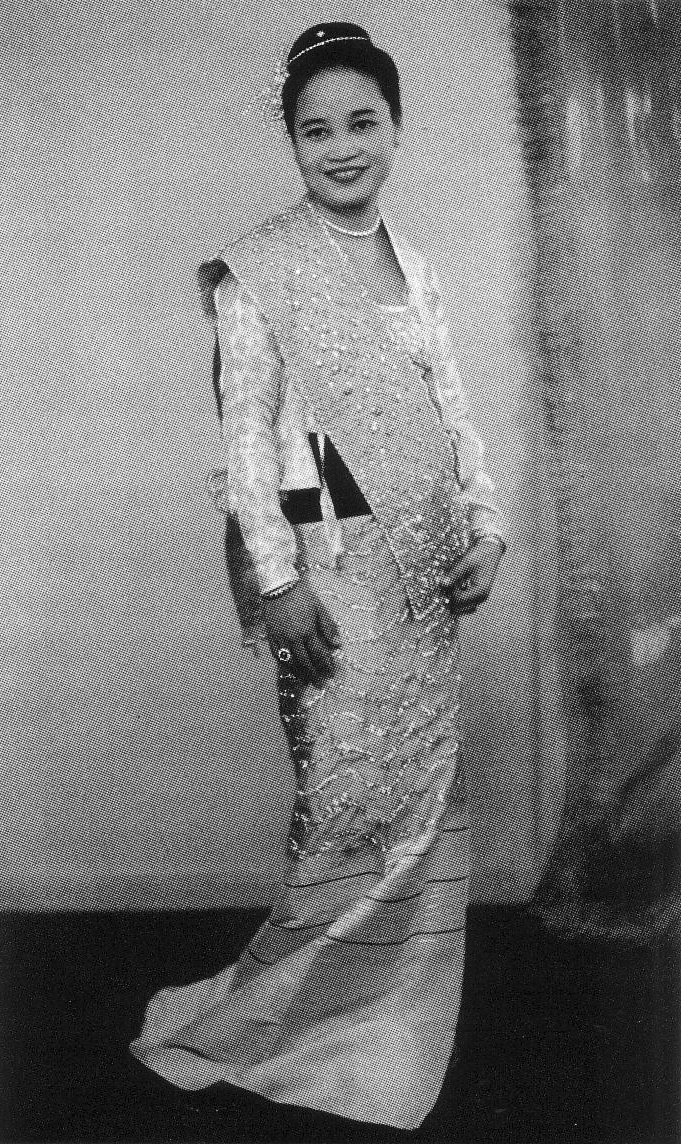
La Mahadevi di Yawnghwe, Sao Nang Hearn Kham, a Londra in occasione del matrimonio della principessa Elisabetta nel 1947.

I regnanti locali avevano il titolo di Saopha ed il titolo rituale di Kambawsarahta Thiri Pawaramahawuntha Thudamaraza.

### Saopha
- 1695 - 1733 Hkam Leng
- 1733 - 1737 Htawk Sha Sa
- 1737 - 1746 Hsi Ton Sa
- 1746 - 1758 Hke Hsa Wa
- 1758 Naw Mong I
- 1758 - 1761 Yawt Hkam
- 1761 - 1762 Hpong Hpa Ka-sa
- 1762 - 1815 Sao Yun
- 1815 - 1818 Sao Se U I
- 1818 - 1821 Naw Mong II
- 1821 - 1852 Sao Se U II
- 1852 - 1858 Sao Se Hom                         (m. 1858)
- 1858 - 1864 Sao Naw Hpa
- 23 ottobre 1864 - 1885 Sao Maung (1ª volta)               (n. 1848 - m. 1927)
- 1886 - 1897 Sao Ohn
- 1897 - dicembre 1926 Sao Maung (2ª volta)               (s.a.) (dal 19.., Sir Sao Maung)
- settembre 1927 - 1952            Sao Shwe Thaik                    (n. 1896 - m. 1962)